# Pesništvo
Pesništvo ali poetika je literarna zvrst, pomeni pisanje pesmi, ki z estetskimi in pogosto tudi ritmičnimi lastnostmi uporabljenega jezika vzbujajo v bralcu asociacije, ki presegajo dobesedni pomen, s tem pa tudi čustva. Pesništvo je glede na delež dogajanja lahko epsko (pripovedna pesem) ali lirično (izpovedna pesem): epsko pripoveduje zgodbo in lahko vsebuje dialoge (Prešernove baladi Ribič in Ženska zvestoba ali romanca Turjaška rozamunda in številne Aškerčeve balade in romance, na primer Čaša nesmrtnosti ali Celjska romanca). Po avtorstvu in načinu prenašanja pesmi iz roda v rod ločimo umetno pesništvo in ljudsko.
Pesništvo je prisotno v vseh človeških kulturah in že od pradavnine. Nekatere pesniške zvrsti so lastne določenim kulturam in vezane na značilnosti jezika, v katerem pesnik piše; tako denimo klasičnega evropskega pesništva vajeni bralci le-to povezujejo z verzi in rimami ter določeno metriko. Moderna poezija po drugi strani namerno preskuša meje blagoglasja ali povsem opušča rime in stalen ritem. Opazen je tudi vpliv globalizacije, kjer pesniki prevzemajo formo, slog in tehnike raznolikih svetovnih kultur ter jezikov.
Med najpomembnejšimi slovenski pesniki so France Prešeren, Alojz Gradnik, Josip Murn Aleksandrov, Gregor Strniša, Janez Menart, Ivan Minatti in Srečko Kosovel.